# Biblioteca capitolare (Vérone)
Pour les articles homonymes, voir Biblioteca capitolare.
La Biblioteca capitolare di Verona (en latin Bibliotheca capitularis Veronensis, en français « bibliothèque du chapitre de Vérone ») est une bibliothèque universitaire publique italienne, autrefois bibliothèque du chapitre des chanoines de la cathédrale, célèbre pour l'ancienneté et la richesse de ses collections d'ouvrages ecclésiastiques. Elle est considérée comme une des plus anciennes bibliothèques d'Europe. Elias Avery Lowe la qualifiait de « reine des collections ecclésiastiques ».

## Historique
La Biblioteca capitolare se trouve dans le Palazzo del Canonicato (« Palais canonial »), près de la cathédrale (avec le Musée du Chapitre). Son origine remonte au Ve siècle : c'était le scriptorium de la Schola sacerdotum (« École des prêtres ») de l'évêché de Vérone. Le plus ancien témoignage conservé de son activité date du premier août 517 : ce jour-là le lecteur Ursicinus acheva et data la copie d'un manuscrit (le codex 38) où étaient transcrites la Vie de saint Martin de Sulpice Sévère et la Vie de saint Paul l'Ermite de saint Jérôme. La bibliothèque possède d'ailleurs des manuscrits encore plus anciens : un palimpseste datant du IVe siècle (codex 40) avec 51 feuillets (les Schedæ Veronenses) portant plus d'un millier de vers de Virgile accompagnés d'importantes scholies (publiées par Angelo Mai en 1818) et des fragments de la première décade de Tite-Live ; un exemplaire de la Cité de Dieu de saint Augustin datant du Ve siècle (codex 28) ; le palimpseste contenant les Institutes de Gaius retrouvé en 1816 par Barthold Georg Niebuhr (codex 13, Palimpseste de Vérone, manuscrit unique du texte original).
L'activité du scriptorium à l'époque de la Renaissance carolingienne est liée à la figure de l'archidiacre Pacifico (776 ou 778 - 23 novembre 845), archidiacre du diocèse de Vérone à partir des années 801/803 environ. Son épitaphe en vers s'est conservée jusqu'à aujourd'hui (au-dessus de la porte centrale du côté gauche de la cathédrale), énumérant ses divers mérites (entre autres, l'invention d'une horloge sonnant les heures également la nuit). Il fit copier deux cent dix-huit volumes pour la bibliothèque (chiffre énorme au regard de la taille des bibliothèques de l'époque). Connaissant le grec, il rédigea une glose de l'Écriture Sainte, qu'il enseignait à la Schola sacerdotum.
Au Xe siècle, la ville est illustrée par le célèbre évêque Rathier de Vérone, qui eut des démêlés avec le chapitre, mais n'en surnommait pas moins sa ville épiscopale l'« Athènes d'Italie ». Au début du XIe siècle, le chantre Stephanus copie lui-même le Carpsum (codex 94), une anthologie de musique liturgique précieuse pour la connaissance de l'usage de l'époque en la matière.
C'est surtout à partir du XIIIe siècle que l'institution, forte de la richesse de sa collection, prend l'aspect d'une véritable bibliothèque, visitée également par des étrangers. En 1345, Pétrarque, invité par son ami véronais Guglielmo da Pastrengo, y découvre un codex contenant les lettres de Cicéron à Atticus et à son frère Quintus.
En 1625, il fut décidé de transférer la bibliothèque dans un nouveau bâtiment, et dans l'attente de sa construction les livres furent entreposés dans un lieu écarté par le responsable, qui en fit d'ailleurs un catalogue. Mais en 1630 éclata une grande épidémie de peste qui emporta les deux tiers de la population de Vérone, dont le bibliothécaire. Les livres ne furent retrouvés qu'en 1712 par Scipione Maffei, un événement qui suscita l'enthousiasme dans le monde savant. C'est en 1725 que le Chapitre décida la construction d'un nouveau bâtiment, agrandi en 1781. En 1797, Bonaparte fit emporter trente-et-un codices et vingt incunables à destination de la Bibliothèque nationale de France ; seulement les deux tiers firent retour en 1816.
La bibliothèque a été victime d'une crue de l'Adige en septembre 1882 et d'un bombardement aérien le 4 janvier 1945. 

## La Devinette de Vérone
Parmi les trésors les plus célèbres de la bibliothèque figure le codex 89 : un Libellus orationum, livre de prière copié à Tarragone, en Espagne wisigothique, vers l'an 700 (127 folios, 330 mm sur 260 ; seul manuscrit illustré d'origine wisigothique conservé) ; il est passé par Cagliari, puis Pise, avant d'arriver à Vérone peu de temps après. Mais l'élément le plus connu du livre est une apostille découverte en 1924, à la page 3, par le paléographe Luigi Schiaparelli : un court texte de trois lignes ajouté vers la fin du VIIIe  ou le début du IXe siècle par la main d'un clerc de Vérone et appelé la « Devinette de Vérone » (Indovinello veronese). On l'a présenté un temps comme le plus ancien texte en une langue romane distincte du latin (plusieurs décennies avant les Serments de Strasbourg), et plus précisément le plus ancien texte en italien, mais depuis des débats se sont élevés entre spécialistes sur la pertinence d'appeler la langue utilisée « latin tardif » ou « italien ». 